# Bajkał (jezioro w powiecie wrocławskim)
Bajkał – niewielkie jezioro o powierzchni około 60 hektarów i głębokości do ok. 3–5 metrów, położone w gminie Czernica kilka kilometrów na wschód od granic Wrocławia. Ze względu na antropogeniczne pochodzenie jezioro Bajkał nieformalnie nazywane jest Zalewem Bajkał.
Zbiornik powstał w dawnym wyrobisku żwiru i gliny przy starym korycie Odry (ma z wodami rzeki trwałe połączenie), pomiędzy tym korytem a kanałem żeglugowym (Kanałem Janowickim) skracającym zakola Odry na odcinku od wsi Jeszkowice do Kamieńca Wrocławskiego. Znajduje się w bezpośrednim sąsiedztwie wsi Gajków i Kamieniec Wrocławski. Jest cenionym miejscem uprawiania wędkarstwa, gdyż dzięki gliniance łączącej akwen z rzeką następuje swobodny przepływ ryb pomiędzy Odrą a Bajkałem. W zalewie często spotykane są leszcze, płocie, występują także karpie, amury, wzdręgi, jazie i kiełbie, a z drapieżników – okonie, sandacze i szczupaki. Można też spotkać sumy, węgorze i białoryby. Jego akwen zarządzany jest przez Zarząd Okręgowy PZW we Wrocławiu.
Dno Zalewu Bajkał jest piaszczysto-muliste, jego płaskie trawiaste brzegi porastają kępy drzew i krzewów. Dotarcie lądem do zbiornika jest możliwe drogą i ścieżkami prowadzącymi od drogi nr 455 we wsi Kamieniec Wrocławski, tzn. od północnego wschodu. Alternatywne trasy prowadzą ścieżkami ze wsi Łany albo z Gajkowa, albo od strony śluz Janowice w Jeszkowicach.

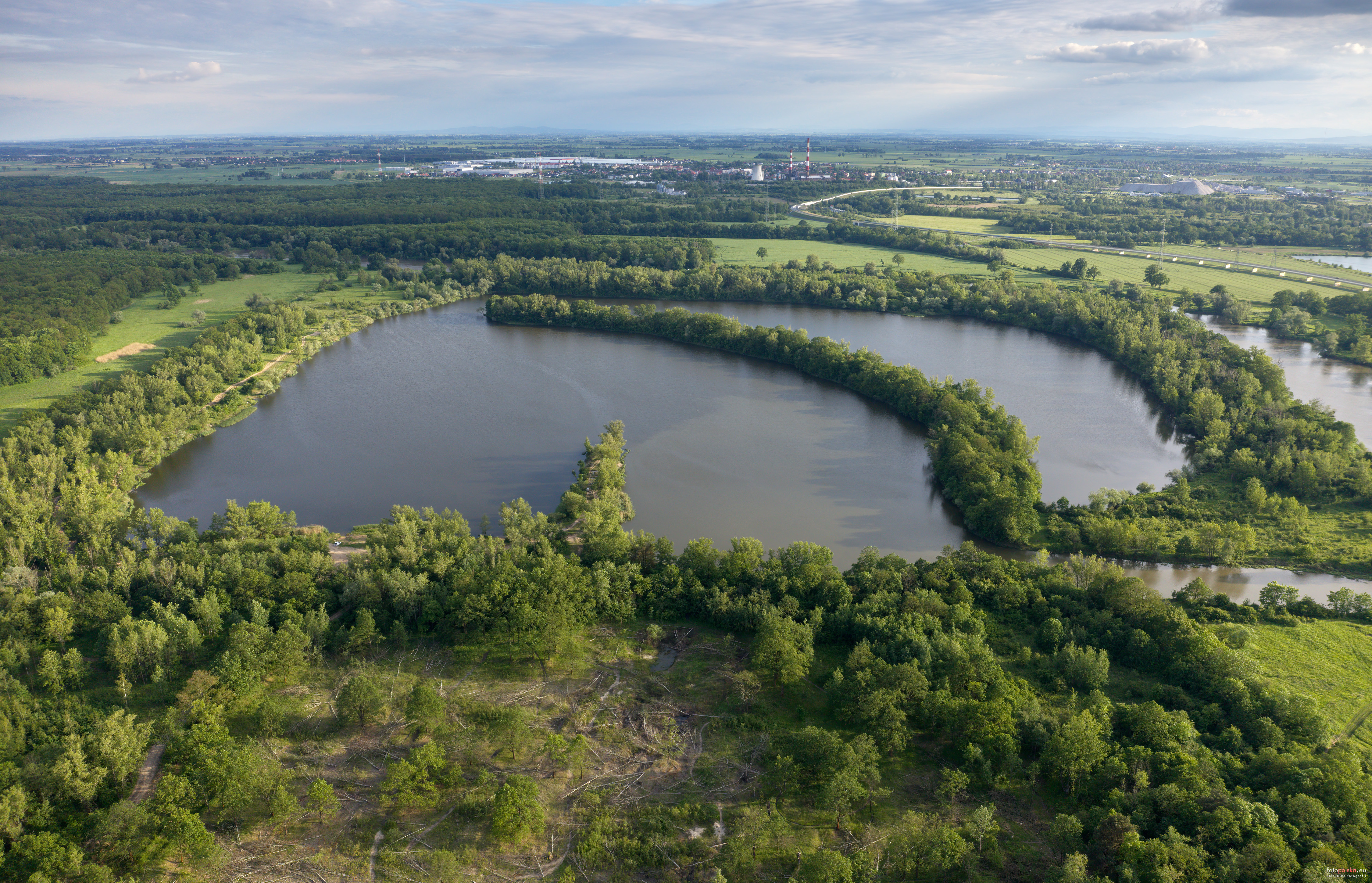
widok z lotu ptaka
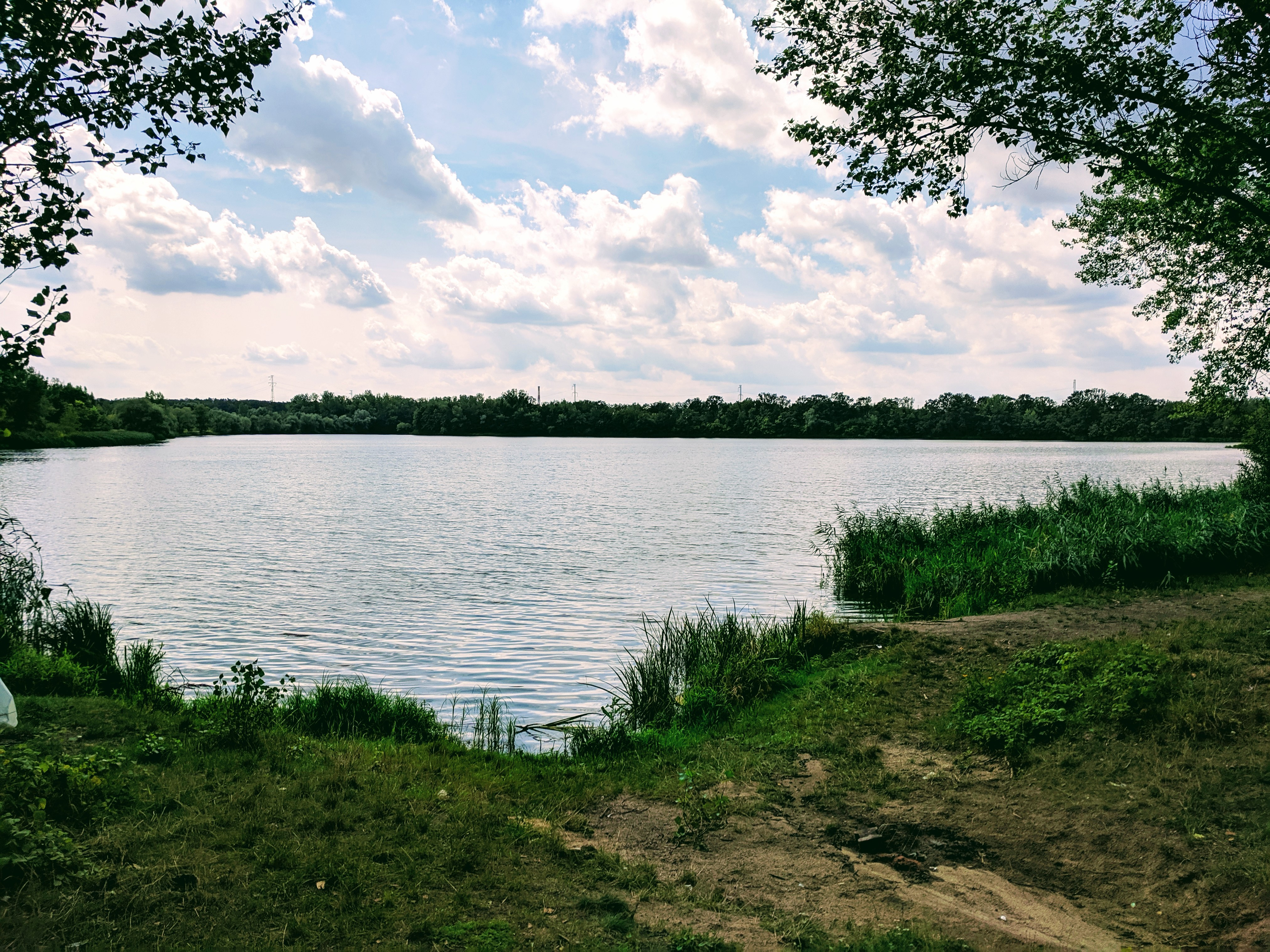
widok z brzegu

W sierpniu 2024 roku w jeziorze utonęły dwie osoby.